# Hyalopsychella winkleri
Hyalopsychella winkleri là một loài Trichoptera trong họ Dipseudopsidae. Chúng phân bố ở vùng Indomalaya.
De soort is de typesoort van het geslacht Hyalopsychella.